# Première armée de l'Ouest
 (décembre 2009).
Si vous disposez d'ouvrages ou d'articles de référence ou si vous connaissez des sites web de qualité traitant du thème abordé ici, merci de compléter l'article en donnant les références utiles à sa vérifiabilité et en les liant à la section « Notes et références ».
Pour un article plus général, voir Armée russe durant la Guerre patriotique.
La première armée de l'Ouest est une  des composantes de l'armée impériale russe durant la campagne de Russie de 1812. Elle est composée six corps d'armée d'infanterie, trois de cavalerie de réserve, dix-huit régiments de cosaques: quelque 159 800 hommes et 558 pièces d'artillerie.

## Commandement

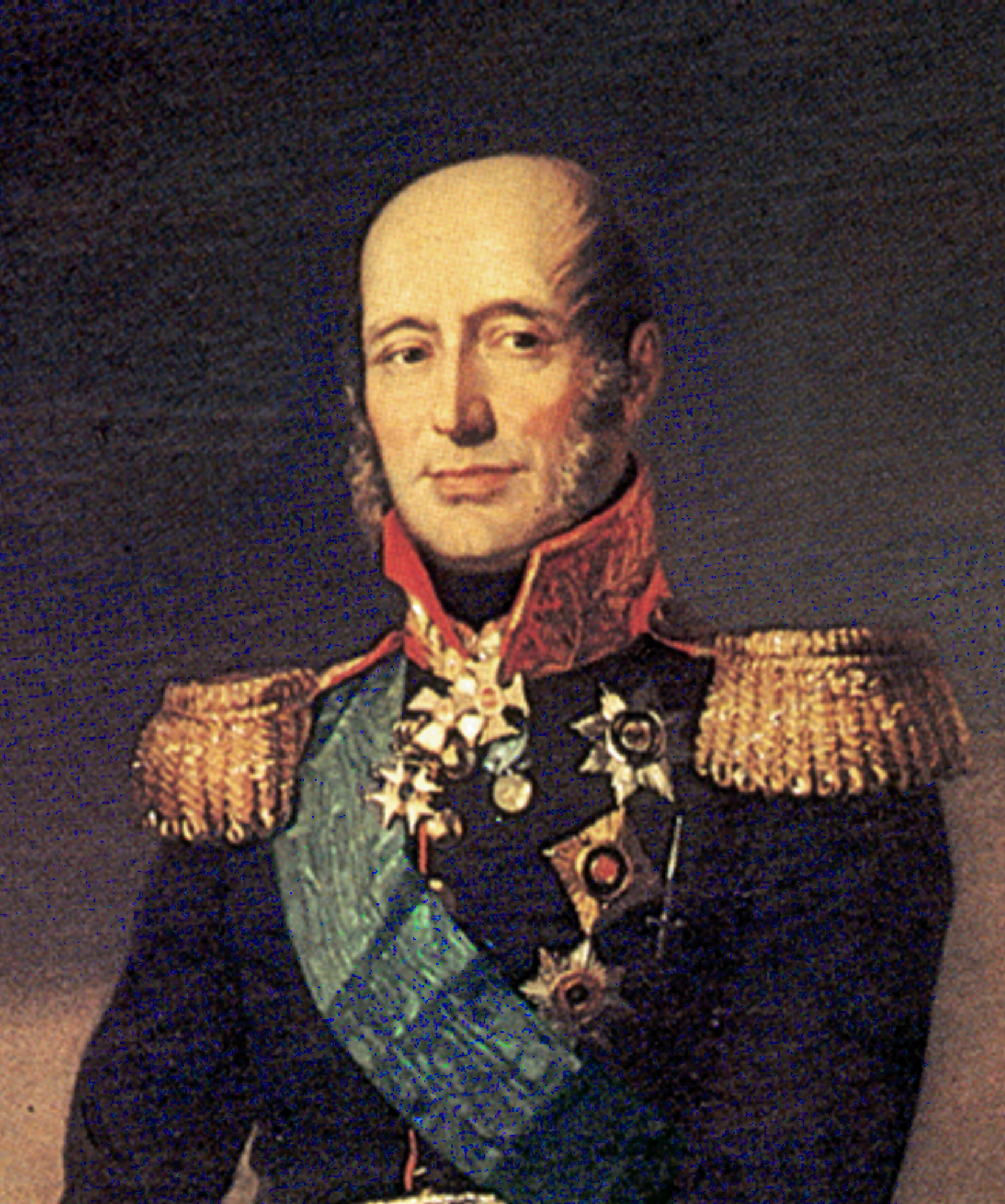
Le général Michel Barclay de Tolly, commandant en chef.

- Le commandant en chef est le Général-Baron Barclay de Tolly qui est aussi le ministre de la guerre.
- Le chef d’État-major est le général-lieutenant Lavrov jusqu'au 12 juillet 1812. Il est remplacé ensuite par le major-général Iermolov.
- Le quartier-maître est le major-général Moukhine jusqu'au 11 juillet 1812. Il est remplacé ensuite par le colonel Toll.
- Le général Koutaïssov commande l'artillerie.

## 2eCorps
Le Corps est sous le commandement de Karl Fedorovich Baggovout.

### 4edivision
La division est sous le commandement du Prince  Eugène de Wurtemberg
- 1re brigade: Major-général Comte Rossi
  - Régiment d'infanterie de Krementchoug
  - Régiment d'infanterie de Minsk

- 2e brigade: Major-général Pyshnitsky
  - Régiment d'infanterie de Tobolsk
  - Régiment d'infanterie de Volhynie

- 3e brigade: Colonel Pillar
  - 4e régiment de chasseurs
  - 34e régiment de chasseurs

- Artillerie divisionnaire: Colonel Voeikov
  - 6e compagnie d'artillerie lourde
  - 7e et 8e compagnie d'artillerie légère.

### 17edivision
La division est sous le commandement du Général-lieutenant Olsoufiev
- 1re brigade: Major-général comte Ivelich
  - Régiment d'infanterie de Riazan.
  - Régiment d'infanterie de Belozersk.

- 2e brigade: Major-général Touchkov-3
  - Régiment d'infanterie de Wilmanstrand.
  - Régiment d'infanterie de Brest.

- 3e brigade: Colonel Potemkin
  - 3e régiment de chasseurs.
  - 48e régiment de chasseurs.

- Cavalerie divisionnaire: Major-général Vévolosky
  - Régiment des Hussards d'Elisabethgrad. 8 escadrons.

- Artillerie divisionnaire: Colonel Ditérich-2
  - 17e compagnie d'artillerie lourde
  - 32e et 33e compagnie d'artillerie légère.
  - 4e compagnie d'artillerie à cheval.

## 3eCorps
Le Corps est sous le commandement de Nikolaï Alexeïevitch Toutchkov.

### 1redivision
La division est sous le commandement de Stroganov
1re brigade: Colonel Zeltoukine
- - Régiment des Leib grenadiers
  - Régiment de grenadiers du Comte Araktcheev

2e brigade: Major-général Tsvilenev
- - Régiment de grenadiers de Pavlovski
  - Régiment de grenadiers d'Ekaterinoslav

3e brigade: Major-général Phock-1
- - Régiment de grenadiers de Saint-Petersbourg
  - Régiment de grenadiers de Tauride

- Artillerie divisionnaire: Colonel Gloukhov
  - 1re compagnie d'artillerie lourde
  - 1re et 2e compagnies d'artillerie légère.
  - Une compagnie d'artillerie à cheval.

### 3edivision
La division est sous le commandement de Pierre Konovnitzyne.
- 1re brigade: Major-général Toutchkov.
  - Régiment d'infanterie de Mourom
  - Régiment d'infanterie de Revel

- 2e brigade: Colonel Voeikov
  - Régiment d'infanterie de Tchernigov
  - Régiment d'infanterie de Koporié

- 3e brigade: Major-général Prince Shakhovsky.
  - 20e régiment de chasseurs
  - 21e régiment de chasseurs

- Cavalerie divisionnaire.
  - 4 escadrons de Cosaques de la Garde.
  - 1 escadron de cosaques de la Mer noire.
  - Un régiment des cosaques de Teptiarsk. 5 escadrons.

- Artillerie divisionnaire: Colonel Tornov.
  - 3e compagnie d'artillerie lourde.
  - 5e et 6e compagnies d'artillerie légère.

## 4eCorps
Le Corps est sous le commandement du Lieutenant-général Ostermann-Tolstoï.

### 11edivision
La division est sous le commandement du Major-général Nicolas Bakhmetiev
- 1re brigade: Major-général Koglokov
  - Régiment d'infanterie de Kexholm
  - Régiment d'infanterie de Pernov

- 2e brigade: Major-général Philikov
  - Régiment d'infanterie de Polotsk
  - Régiment d'infanterie de Ielets

- 3e brigade: Colonel Bistrom-1
  - 1e régiment de chasseurs
  - 33e régiment de chasseurs

- Artillerie divisionnaire: Colonel Kotlyarov
  - 2e compagnie d'artillerie lourde
  - 3e et 4e compagnie d'artillerie légère.

### 23edivision
La division est sous le commandement du général Alexandre Bakhmetiev
- 1re brigade: Major-général Okouniev
  - Régiment d'infanterie de Rylsk
  - Régiment d'infanterie de Ekaterinbourg

- 2e brigade: Major-général Fiodor Aleksopol
  - Régiment d'infanterie de Séleguinsk
  - 18e régiment de chasseurs

- Cavalerie divisionnaire: Major-général Dorokhov
  - Régiment des Hussards d'Izioumski

- Artillerie divisionnaire: Colonel Goulewitch
  - 23e compagnie d'artillerie lourde
  - 43e et 44e compagnies d'artillerie légère.

## 5eCorps (Garde impériale)
Le Corps est sous le commandement du Grand Duc Constantin.

### 1redivisionde la Garde
La division est sous le commandement du major-général Iermolov. Le 12 juillet, il rejoindra l'État-major de la Première armée. Le Général-lieutenant Nicolas Lavrov prendra le commandement de la division.
- 1re brigade Major-général Rosen.
  - Régiment d'infanterie de Préobrajenski. Grenadiers. 3 bataillons.
  - Régiment d'infanterie de Sémionovsky. Grenadiers. 3 bataillons.

- 2e brigade: Colonel Oudom.
  - Régiment d'infanterie Ismaïlovski. Grenadiers. 3 bataillons.
  - Régiment d'infanterie de Lituanie. Grenadiers. 3 bataillons.

- 3e brigade: Colonel Karl von Bistram.
  - Régiment d'infanterie de Finlande. Infanterie légère. 3 bataillons.
  - Régiment des chasseurs de la Garde. Infanterie légère. 3 bataillons.

- Artillerie divisionnaire.
  - Deux compagnies d'artillerie lourde.
  - Deux compagnies d'artillerie légère.
  - Une compagnie d'artillerie à cheval.

### Division des grenadiers réunis
Elle rassemble les régiments de grenadiers réunis des 1re, 4e et 27e divisions chacun à deux bataillons. Les régiments de la 23e division sont à un seul bataillon. Elle contient aussi 2 compagnies de pionniers.

### 1redivisionde cuirassiers
La division est sous le commandement du général-lieutenant Dépréradovitch
- 1re brigade: Major-général Shevich.
  - Régiment des chevaliers-gardes. 4 escadrons.
  - Régiment de la garde à cheval. 4 escadrons.
- 2e brigade: Major-général Borozdine-2.
  - Régiment des cuirassiers de l'Empereur. 4 escadrons.
  - Régiment des cuirassiers de l'Impératrice. 4 escadrons.
  - Régiment des cuirassiers d'Astrakhan. 4 escadrons.

## 6eCorps
Le Corps est sous le commandement du général d'infanterie Dokhtourov.

### 7edivision
La division est sous le commandement du général-lieutenant Kaptzévitch
- 1re brigade: Colonel Lyapunov
  - Régiment d'infanterie de Moscou
  - Régiment d'infanterie de Pskov

- 2e brigade: Major-général Balmen
  - Régiment d'infanterie de Libau
  - Régiment d'infanterie de Sofijski

- 3e brigade: Major-général Balla
  - 11e régiment de chasseurs
  - 36e régiment de chasseurs

- Artillerie divisionnaire: Colonel Devel.
  - 7e compagnie d'artillerie lourde.
  - 12e et 13e compagnie d'artillerie légère.

### 24edivision
La division est sous le commandement du général Likhatchev
- 1re brigade: Major-général Tsibousky
  - Régiment d'infanterie d'Oufa
  - Régiment d'infanterie de Chirvan

- 2e brigade: Colonel Denisiev
  - Régiment d'infanterie de Tomsk
  - Régiment d'infanterie de Boutyrski

- 3e brigade: Colonel Wuitch
  - 19e régiment de chasseurs
  - 40e régiment de chasseurs

- Cavalerie divisionnaire
  - Régiment des Hussards de Soumski. 1 escadron.

- Artillerie divisionnaire: Colonel Efremov
  - 24e compagnie d'artillerie lourde
  - 45e et 46e compagnies d'artillerie légère
  - 7e batterie à cheval.

## 1erCorps de cavalerie
Le Corps est sous le commandement d'Ouvarov.
- 1re brigade: Major-général Tchelikov
  - Régiment des dragons de la Garde. 4 escadrons.
  - Régiment des uhlans de la Garde. 4 escadrons.

- 2e brigade: Major-général Orlov-Dénissov
  - Régiment des hussards de la Garde. 4 escadrons.
  - Régiment de cosaques de la Garde impériale. 4 escadrons.

- 3e brigade: Vévolosky-1
  - Régiment des dragons de Néjinski. 4 escadrons.
  - Régiment de lanciers de Polski. 4 escadrons.

- Une compagnie d'artillerie à cheval.

## 2eCorps de cavalerie
Le Corps est sous le commandement de Korf.
- 1re brigade: Colonel Davidov
  - Régiment des dragons de Moscou.
  - Régiment des dragons de Pskov.

- 2e brigade: Major-général Pankoulidzine-2
  - Régiment des dragons de Kargopol.
  - Régiment des dragons d'Ingrie.
  - Régiment des Uhlans polonais.

- Artillerie divisionnaire:
  - 6e compagnie d'artillerie à cheval.
  - 28e, 29e et 30e compagnie d'artillerie lourde.

## 3eCorps de cavalerie
Le Corps est sous le commandement de Pahlen.
- 1re brigade: Major-général Skalon
  - Régiment des dragons de Sibérie. 4 escadrons.
  - Régiment des dragons d'Irkoutsk. 4 escadrons.

- 2e brigade: Colonel Klebeck.
  - Régiment des dragons de Courlande. 4 escadrons.
  - Régiment des dragons d'Orenbourg. 4 escadrons.
  - Régiment des hussards de Marioupolski. 8 escadrons.

- La compagnie d'artillerie à cheval no 9.

## Corps desCosaques
Le Corps est sous le commandement de Platov.
- Régiment de cosaque de l'Ataman
- Régiment de cosaque de Dénisov
- Régiment de cosaque d'Illowaskoï
- Régiment de cosaque de Karitonov
- Régiment de cosaque de Wlassov
- Régiment de cosaque du Boug
- Régiment de cosaque de Gardéiev
- Régiment de cosaque de Pérécop
- Tatars
- Kalmouks
- Bachkirs.
- La compagnie d'artillerie à cheval du Don.

## Sources
- "La Moskowa: la bataille des Redoutes" F.G Hourtoulle. Édité par "Histoire & collections".
- Les armées durant les guerres napoléoniennes (en anglais)